# Faxinal
Faxinal ist ein brasilianisches Munizip im Bundesstaat Paraná. Es hat 16.389 Einwohner (2022), die sich Faxinalenser nennen. Seine Fläche beträgt 716 km². Es liegt 833 Meter über dem Meeresspiegel.

## Etymologie
Der Name Faxinal bedeutet "offene Felder mit kurzen Sträuchern". Das Wort "faxina" stammt vom italienischen "fascina" ab und bezeichnet ein mit Bäumen durchsetztes Feldgebiet und einen langgestreckten, in den Wald hineinragenden Feldstreifen oder auch eine von dünnen Bäumen durchzogene Weide (dünnes Gebüsch aus Kiefern, Kraut usw.). Das Suffix "al" kommt vom lateinischen "ale" und bedeutet Sammlung oder Menge.

## Geschichte

### Besiedlung
Die Besiedlung der Region Faxinal ist relativ jung, obwohl es historische Belege für die Besiedlung durch Jesuiten an den Ufern des Ivaí gibt. Die ersten Pioniere, die sich 1920 in diesem Ort niederließen, waren Cecílio Caetano dos Santos, João Vacheski, Evaldo Vekerkin und Francisco Leocádio dos Santos mit ihren Familien. Sie bauten Häuser auf dem Hügel, auf dem sich heute die Stadt Faxinal befindet. Doch erst mit der Genehmigung der Staatsregierung zur Besiedlung des Gebiets durch eine englische Ansiedlungsgesellschaft nahm die Kolonisierung Fahrt auf. Als Manuel Ribas 1930 Bundesinterventor wurde, legte er fest, dass ein Gebiet von 40.000 Alqueires (knapp 1.000 km²) in der Region der heutigen Gemeinde Faxinal aufgeteilt werden sollte. Die Absicht war, in Zukunft eine Stadt in der Region zu gründen. Es dauerte nicht lange, und das Gebiet wurde parzelliert und in ertragreiche landwirtschaftliche Flächen umgewandelt. Die Lage am Rande der Straße von Ivaiporã nach Apucarana brachte Faxinal bemerkenswerte Fortschritte.

### Erhebung zum Munizip
Faxinal wurde durch das Staatsgesetz Nr. 790 vom 14. November 1951 in den Rang eines Munizips erhoben und am 14. Dezember 1952 als Munizip installiert.

## Geografie

### Fläche und Lage
Faxinal liegt auf dem Segundo Planalto Paranaense (der Zweiten oder Ponta-Grossa-Hochebene von Paraná) auf 24° 00′ 03″ südlicher Breite und 51° 19′ 12″ westlicher Länge. Es hat eine Fläche von 716 km². Es liegt auf einer Höhe von 833 Metern.

### Geologie und Böden
Die Böden bestehen aus Terra-Roxa. In größeren Höhen (900 bis 1000 m) sind die humusärmeren Latosole, eine Art Ferralsole, verbreitet.

### Vegetation

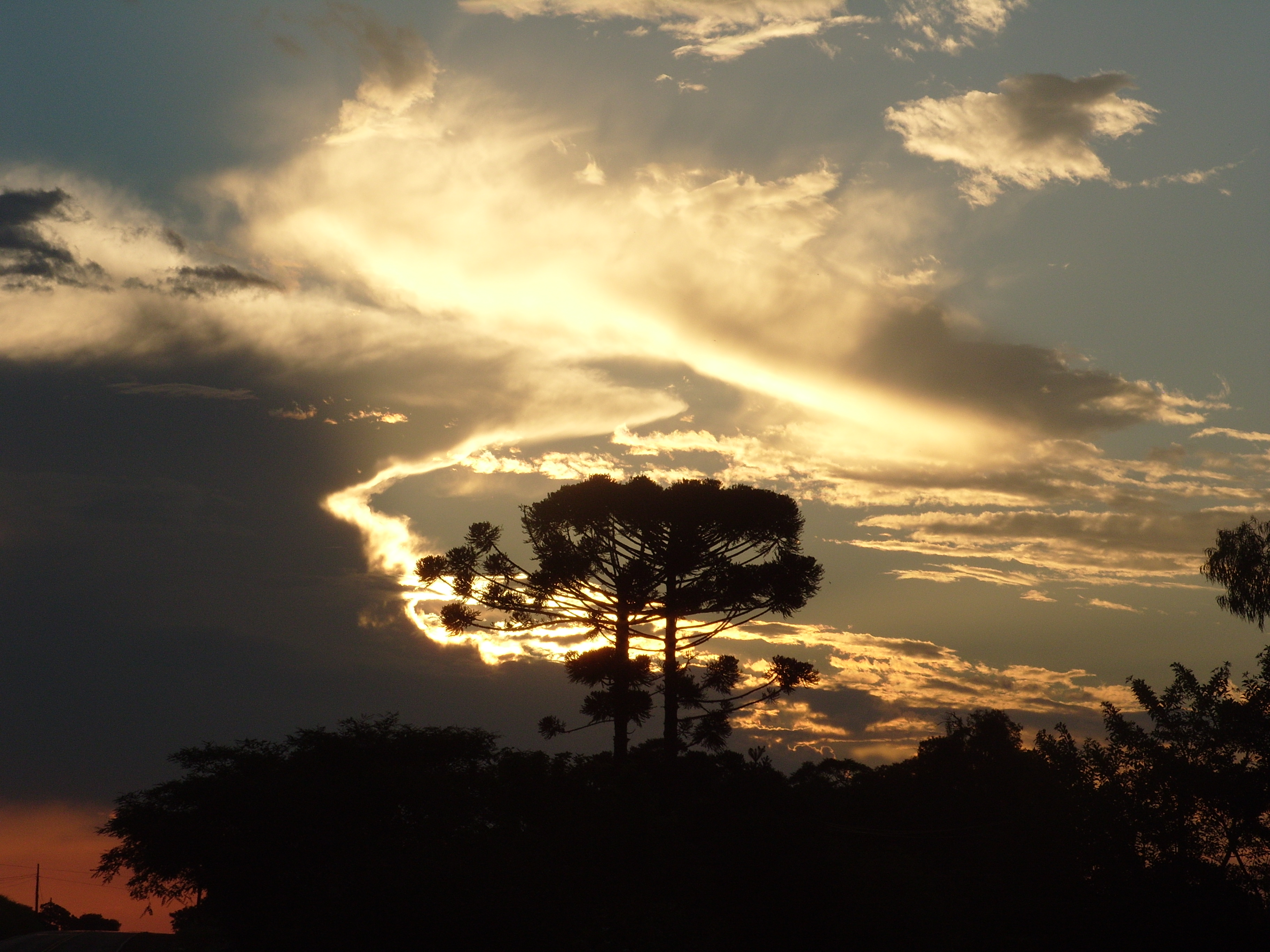
Araukarien in Faxinal

Das Biom von Faxinal ist Mata Atlântica.

### Klima
In Faxinal herrscht mildes sowie allgemein warmes und gemäßigtes Klima. Die meiste Zeit im Jahr ist mit erheblichem Niederschlag zu rechnen. Selbst im trockensten Monat fällt eine Menge Regen. Die Klimaklassifikation nach Köppen und Geiger lautet Cfa. Es herrscht im Jahresdurchschnitt eine Temperatur von 19,7 °C. Innerhalb eines Jahres gibt es 1848 mm Niederschlag.

### Gewässer

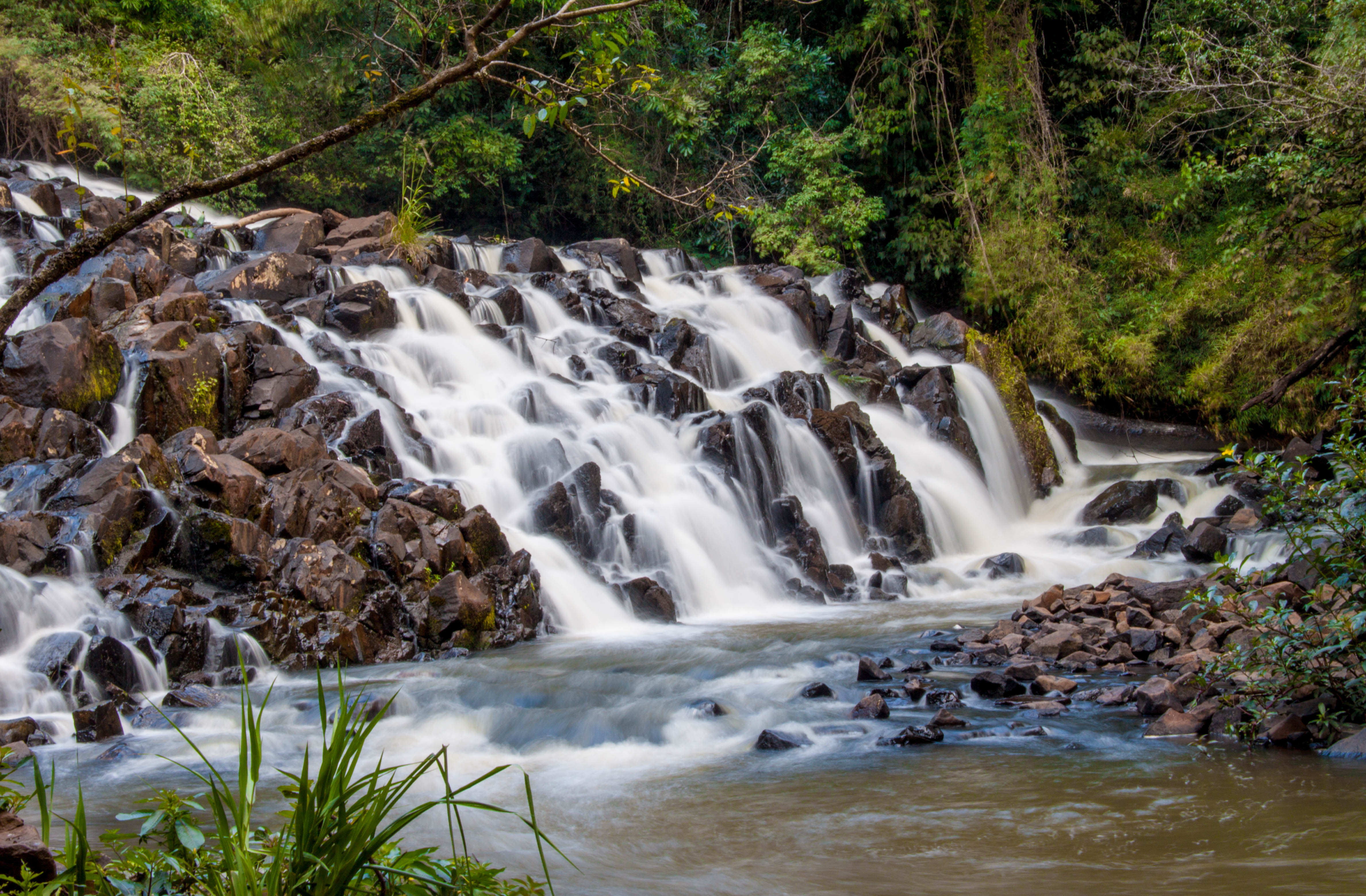
Wasserfall Chicão I

Der rechte Ivaí-Nebenfluss Rio Alonso und dessen Zufluss Rio São Pedro fließen entlang der nördlichen Grenze des Munizips zum Ivaí. Wenige Kilometer östlich der Siedlung fließt der Riberão Chicão mit zwei Wasserfällen nach Süden zum Rio Pereira, der seinerseits ebenfalls in den Rio Alonso mündet. 

### Straßen
Faxinal ist über die PRC-272 mit der Rodovia do Café bei Mauá da Serra im Nordosten und mit Ivaiporã im Süden verbunden.

### Nachbarmunizipien
| Rio Bom                      | Marilândia do Sul                           | Mauá da Serra |
| Cruzmaltina und Borrazópolis | Kompassrose, die auf Nachbargemeinden zeigt |               |
| Grandes Rios                 |                                             | Ortigueira    |

## Stadtverwaltung
Bürgermeister: Ylson Álvaro Cantagallo, PMDB (2021–2024)
Vizebürgermeister: Pedro da Silva Moreira, PP (2021–2024)

## Demografie

### Bevölkerungsentwicklung
| Jahr | Einwohner | Stadt | Land |
| ---- | --------- | ----- | ---- |
| 1960 | 22.830    | 12 %  | 88 % |
| 1970 | 33.851    | 13 %  | 87 % |
| 1980 | 25.550    | 35 %  | 65 % |
| 1991 | 19.926    | 56 %  | 44 % |
| 2000 | 15.608    | 80 %  | 20 % |
| 2010 | 16.314    | 78 %  | 22 % |
| 2022 | 16.389    |       |      |

Quelle: IBGE (2011) und Volkszählung 2022

### Ethnische Zusammensetzung
| Gruppe *    | 1991    | 2000    | 2010    | wer sich als ...                                                                 |
| ----------- | ------- | ------- | ------- | -------------------------------------------------------------------------------- |
| Weiße       | 75,7 %  | 80,8 %  | 69,9 %  | weiß bezeichnet                                                                  |
| Schwarze    | 2,5 %   | 3,4 %   | 3,3 %   | schwarz bezeichnet                                                               |
| Gelbe       | 0,0 %   | 1,3 %   | 1,0 %   | von fernöstlicher Herkunft wie japanisch, chinesisch, koreanisch etc. bezeichnet |
| Braune      | 21,8 %  | 14,1 %  | 25,8 %  | braun oder als Mischung aus mehreren Gruppen bezeichnet                          |
| Indigene    | 0,0 %   | 0,1 %   | 0,0 %   | Ureinwohner oder Indio bezeichnet                                                |
| ohne Angabe | 0,0 %   | 0,3 %   | 0,0 %   |                                                                                  |
| Gesamt      | 100,0 % | 100,0 % | 100,0 % |                                                                                  |

*) Das IBGE verwendet für Volkszählungen ausschließlich diese fünf Gruppen. Es verzichtet bewusst auf Erläuterungen. Die Zugehörigkeit wird vom Einwohner selbst festgelegt.
Quelle: IBGE (Stand: 1991, 2000 und 2010)